# VfB Leipzig
VfB Leipzig – niemiecki, męski klub piłkarski z Lipska, obecnie występuje w Regionallidze (grupa Nordost), stanowiącej czwarty poziom rozgrywek w Niemczech.

## Historia

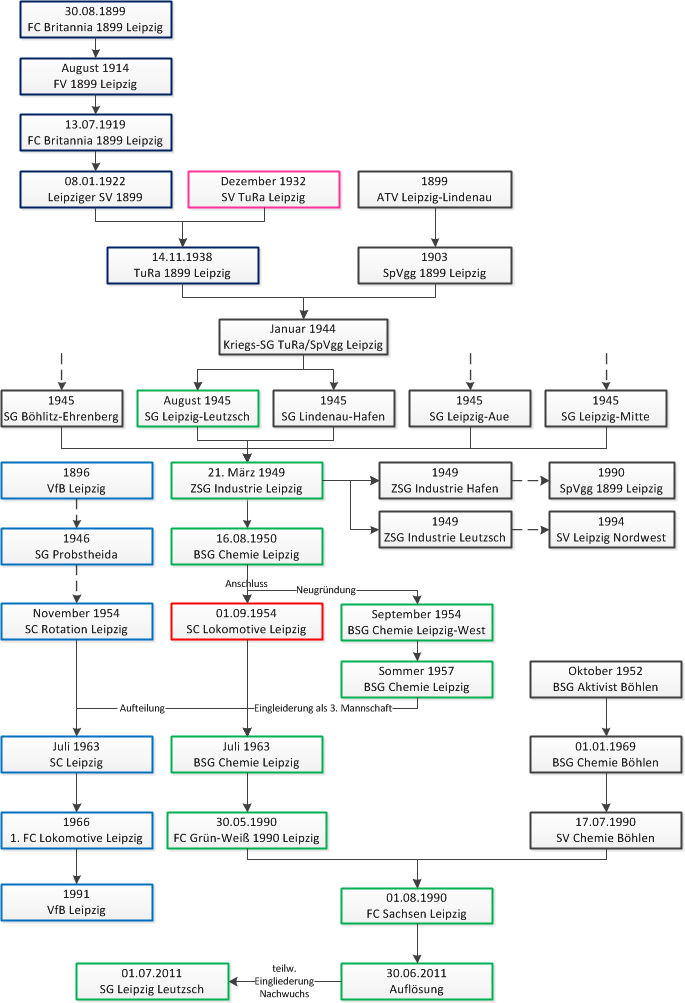
Historia przeobrażeń lipskich drużyn piłkarskich

Dnia 26 maja 1896 została założona piłkarska sekcja gimnastycznego klubu Allgemeine Turnverein 1845 Leipzig. W 1898 roku została ona włączona do klubu VfB Leipzig, który powstał w 1893 roku. Drużyna VfB zdobyła trzy razy mistrzostwo Niemiec (1903, 1906, 1913), a także raz Puchar Niemiec (1936). W latach 1933–1945 VfB przez 12 sezonów występowało w Gaulidze (grupa Sachsen). Po II wojnie światowej klubu nie reaktywowano. Na bazie piłkarzy VfB w 1946 założono SG Probstheida.

### Reaktywacja
Po zjednoczeniu Niemiec w 1990 roku i zakończeniu sezonu 1990/1991 drużyna Lokomotive została rozwiązana. W miejsce klubu został reaktywowany przedwojenny VfB Leipzig, który w sezonie 1991/1992 rozpoczął grę w 2. Bundeslidze. W sezonie 1992/1993 wywalczył awans do Bundesligi. W kolejnym sezonie zajął w niej jednak ostatnie, 18. miejsce i spadł z powrotem do 2. Bundesligi. W sezonie 1997/1998 spadł do Regionalligi, a w sezonie 2000/2001 do Oberligi. W 2004 roku klub zbankrutował i został rozwiązany.

## Historia herbu

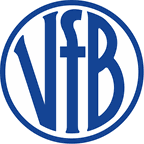
1902–1922
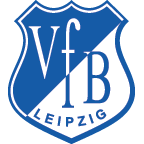
01.06.1991–30.06.2004

## Sukcesy
- mistrzostwo Niemiec: 1903, 1906, 1913
- wicemistrzostwo Niemiec: 1904, 1911, 1914
- Puchar Niemiec: 1936